# ジョージ・コックス
ジョージ・フレデリック・コックス（George Frederick Cox、1998年1月14日 - ）は、イングランド・ワージング出身のサッカー選手。エールディヴィジ・FCフォレンダム所属。ポジションはDF。

## クラブ経歴
ブライトン・アンド・ホーヴ・アルビオンFCで育成され、2018年にトップチーム昇格を果たす。
2019年1月7日、ノーサンプトン・タウンFCに2018-19シーズ終了までレンタル移籍した。
2019年9月2日、エールディヴィジのフォルトゥナ・シッタートに2019-20シーズン終了までレンタル移籍した。
2020年7月5日、フォルトゥナ・シッタートに3年契約で完全移籍した。
2023年9月、FCフォレンダムに移籍した。